# Human Touch
Human Touch es el noveno álbum de estudio del músico estadounidense Bruce Springsteen, publicado por la compañía discográfica Columbia Records en marzo de 1992. Publicado el mismo día que Lucky Town, obtuvo un mayor respaldo comercial en comparación con Lucky Town al alcanzar el puesto dos en la lista estadounidense Billboard 200.

## Historia
Poco después de que Springsteen disolviera la E Street Band en octubre de 1989, el pianista Roy Bittan le enseñó tres canciones instrumentales que había compuesto: «Roll of the Dice», «Real World» y «Trouble in Paradise». Springsteen añadió la letra a las canciones, y una vez grabadas, comenzó a componer y grabar más canciones. Sin el respaldo de la E Street Band, a excepción de Bittan, Springsteen contrató a músicos de estudio de Los Ángeles (California), con el servicio principal de Randy Jackson en el bajo y Jeff Porcaro en la batería. Además, contrató a una gran variedad de vocalistas, incluyendo Sam Moore, Bobby Hatfield y Bobby King.
El álbum fue originalmente planeado para publicarse en la primavera de 1991, pero Springsteen lo archivó a medida que comenzó a grabar Lucky Town a finales del mismo año. Springsteen decidió al final publicar ambos discos el mismo día, casi dos años después de comenzar el primer proyecto.

## Recepción
Tras su publicación, Human Touch obtuvo una menor repercusión de la prensa musical. Allmusic describió el álbum como «pop genérico» y «su primer disco que al menos no aspiró a la grandeza». La revista Rolling Stone otorgó al álbum cuatro de un total de cinco estrellas y comentó que las canciones «exploran el movimiento del aislamiento desencantado a la voluntad de arriesgar de nuevo el amor y sus traumas acompañantes».
El álbum es generalmente señalado como un trabajo menor en el catálogo musical de Springsteen, y fue situado en el último puesto de los mejores trabajos del músico en la web Nerve. Sobre la aparente mala reputación de Human Touch y Lucky Town, Springsteen comentó: «Intenté escribir canciones alegres a comienzos de la década de 1990 pero no funcionó; al público no le gustó».

## Lista de canciones
Todas las canciones escritas y compuestas por Bruce Springsteen excepto donde se anota. 
| Cara A |                                |                                            |          |  |
| N.º    | Título                         | Escritor(es)                               | Duración |  |
| 1.     | «Human Touch»                  |                                            | 6:32     |  |
| 2.     | «Soul Driver»                  |                                            | 4:40     |  |
| 3.     | «57 Channels (And Nothin' On)» |                                            | 2:30     |  |
| 4.     | «Cross My Heart»               | Bruce Springsteen, Sonny Boy Williamson II | 3:52     |  |
| 5.     | «Gloria's Eyes»                |                                            | 3:47     |  |
| 6.     | «With Every Wish»              |                                            | 4:40     |  |
| 7.     | «Roll of the Dice»             | Bruce Springsteen, Roy Bittan              | 4:20     |  |

| Cara B |                         |                               |          |  |
| N.º    | Título                  | Escritor(es)                  | Duración |  |
| 1.     | «Real World»            | Bruce Springsteen, Roy Bittan | 5:30     |  |
| 2.     | «All or Nothin' at All» |                               | 3:24     |  |
| 3.     | «Man's Job»             |                               | 4:40     |  |
| 4.     | «I Wish I Were Blind»   |                               | 4:50     |  |
| 5.     | «The Long Goodbye»      |                               | 3:31     |  |
| 6.     | «Real Man»              |                               | 4:34     |  |
| 7.     | «Pony Boy»              | Tradicional                   | 2:15     |  |

## Personal
- Bruce Springsteen: voz y guitarra, bajo en «57 Channels (And Nothin' On)»
- Randy Jackson: bajo
- Jeff Porcaro: batería y percusión
- Roy Bittan: teclados
- Sam Moore: coros en «Soul Driver», «Roll of the Dice», «Real World» y «Man's Job»
- Patti Scialfa: coros en «Human Touch» y «Man's Job»
- David Sancious: órgano Hammond en «Soul Driver» y «Real Man»
- Bobby King: coros en «Roll of the Dice» y «Man's Job»
- Tim Pierce: guitarra en «Soul Driver» y «Roll of the Dice»
- Michael Fisher: percusión en «Soul Driver»
- Bobby Hatfield: coros en «I Wish I Were Blind»

## Posición en listas
| Año  | País           | Lista                       | Posición |
| ---- | -------------- | --------------------------- | -------- |
| 1992 | Alemania       | Media Control Albums Charts | 2        |
| 1992 | Australia      | ARIA Albums Charts          | 3        |
| 1992 | Canadá         | RPM Albums Chart            | 2        |
| 1992 | Estados Unidos | Billboard 200               | 2        |
| 1992 | Francia        | SNEP Albums Chart           | 3        |
| 1992 | Italia         | Italian Albums Chart        | 1        |
| 1992 | Japón          | Oricon LP Chart             | 4        |
| 1992 | Noruega        | VG-lista Albums Chart       | 1        |
| 1992 | Nueva Zelanda  | New Zealand Top 40 Albums   | 3        |
| 1992 | Países Bajos   | Mega Album Top 100          | 3        |
| 1992 | Reino Unido    | UK Album Chart              | 1        |
| 1992 | Suecia         | Albums Top 60               | 1        |
| 1992 | Suiza          | Top Albums 100              | 1        |

| Año  | Sencillo                       | Lista                     | Posición más alta |
| ---- | ------------------------------ | ------------------------- | ----------------- |
| 1992 | «Human Touch»                  | Billboard Mainstream Rock | 1                 |
| 1992 | «Human Touch»                  | Billboard Hot 100         | 16                |
| 1992 | «Human Touch»                  | RPM Singles Chart         | 2                 |
| 1992 | «Human Touch»                  | ARIA Singles Chart        | 17                |
| 1992 | «57 Channels (And Nothin' On)» | Billboard Mainstream Rock | 6                 |
| 1992 | «57 Channels (And Nothin' On)» | Billboard Hot 100         | 68                |
| 1992 | «57 Channels (And Nothin' On)» | RPM Singles Chart         | 25                |